# Efemeralización
Efemeralización es un concepto que incide en la tendencia de la tecnología a hacer más con menos o hacer lo máximo con lo mínimo, según su autor, el ingeniero norteamericano y visionario R. Buckminster Fuller en 1969.
En la historia de la evolución tecnológica se pretende la eficiencia en todos los aspectos con mayores e incrementadas funcionalidades y con nuevas prestaciones. Este proceso continuo de eficiencia en el diseño tecnológico hace que "cada vez se haga más y más, con mucho menos, hasta que finalmente se alcance la paradoja se ser capaces de hacer todo con nada". Los seguidores del malthusianismo suelen aludir a la Efemeralización. 

## Consecuencias
Buckminster Fuller hace mención en sus escritos de la cadena de producción de Henry Ford mostrando como un ejemplo de aumento de valor añadido reduciendo el número de materiales, de tiempo y de trabajadores. Fuller muestra que la efemeralización es una tendencia inevitable del cambio tecnológico en las sociedades. Algunos autores como Heyligen
, Alvin Toffler y otros han realizado estudios de cómo la efemeralización puede traducirse en un incremento de capacidad en la solución de problemas físicos, haciendo que los problemas no-físicos simultáneamente empeoren, haciendo que el progreso tecnológico pueda ser un concepto cuestionable. Los sistemas efemeralizados  son menos gestionables, más complejos y requieren de un mayor control. Estos autores niegan la ventaja de la efemeralización.